# Peanuts Hucko
Michael Andrew Peanuts Hucko, né le 7 avril 1918 et mort le 19 juin 2003, est un musicien de big band américain.
Son instrument principal était la clarinette, mais il jouait parfois du saxophone.